# صموئيل مكغوان
صموئيل مكغوان (بالإنجليزية: Samuel McGowan)‏ هو ضابط أمريكي، ولد في 1 سبتمبر 1870 في لورنس في الولايات المتحدة، وتوفي بنفس المكان في 11 نوفمبر 1934.